# Eva Kurfürstová
Eva Kurfürstová (Karviná, 20 agosto 1977) è un'ex sciatrice alpina ceca.

## Biografia

### Stagioni 1994-2005
Attiva in gare FIS dal marzo del 1994, la Kurfürstová ha esordito in Coppa del Mondo l'8 gennaio 1995 a Haus in slalom gigante, senza completare la prova, in Coppa Europa il 21 gennaio dello stesso anno a Bergen in slalom speciale (45ª) e ai Campionati mondiali a Sierra Nevada 1996, dove non ha terminato lo slalom speciale. L'anno dopo ai Mondiali di Sestriere 1997 si è classificata 32ª nello slalom speciale e non ha completato lo slalom gigante, mentre nella successiva rassegna iridata di Vail/Beaver Creek 1999 si è piazzata 28ª nello slalom gigante e non ha completato lo slalom speciale.
Ai Mondiali di Sankt Anton am Arlberg 2001 è stata 18ª nello slalom speciale e non ha completato lo slalom gigante e ai XIX Giochi olimpici invernali di Salt Lake City 2002, suo esordio olimpico, si è classificata 23ª nello slalom gigante e 21ª nello slalom speciale. Ai Mondiali di Sankt Moritz 2003 si è piazzata 28ª nello slalom speciale e non ha completato lo slalom gigante, mentre a quelli di Bormio/Santa Caterina Valfurva 2005 non ha completato lo slalom speciale.

### Stagioni 2006-2014
Nel 2006 ha conquistato a Lenzerheide in slalom speciale i suoi due podi di carriera in Coppa Europa, la vittoria del 5 gennaio e il 2º posto del giorno dopo; ai successivi XX Giochi olimpici invernali di Torino 2006, suo congedo olimpico, è stata 28ª nello slalom speciale. Nel 2007 ai Mondiali di Åre non ha completato lo slalom gigante; il 9 dicembre dello stesso anno ha ottenuto ad Aspen in slalom speciale il suo miglior piazzamento in Coppa del Mondo (20ª).
Ai Mondiali di Val-d'Isère 2009 si è classificata 29ª nello slalom speciale e a quelli di Garmisch-Partenkirchen 2011 si è piazzata 31ª nello slalom speciale; ai Mondiali di Schladming 2013, sua ultima presenza iridata, è stata 41ª nello slalom speciale. Ha preso per l'ultima volta il via in Coppa del Mondo il 10 marzo 2012 a Åre, dove non ha completato la prova di slalom speciale, e si è ritirata al termine della stagione 2013-2014; la sua ultima gara in carriera è stata uno slalom speciale FIS disputato il 15 marzo a Malá Morávka, chiuso dalla Kurfürstová al 5º posto.

## Palmarès

### Coppa del Mondo
- Miglior piazzamento in classifica generale: 91ª nel 2008

### Coppa Europa
- Miglior piazzamento in classifica generale: 21ª nel 2003
- 2 podi:
  - 1 vittoria
  - 1 secondo posto

#### Coppa Europa - vittorie
| Data           | Località    | Paese    | Specialità |
| -------------- | ----------- | -------- | ---------- |
| 5 gennaio 2006 | Lenzerheide | Svizzera | SL         |

Legenda:

SL = slalom speciale

### Campionati cechi
- 17 medaglie:
  - 7 ori (slalom speciale nel 1995; slalom speciale nel 1998; slalom gigante, slalom speciale nel 1999; slalom speciale nel 2000; slalom gigante nel 2002; slalom speciale nel 2011)
  - 6 argenti (slalom gigante nel 1996; slalom gigante nel 1998; slalom gigante nel 2000; slalom speciale nel 2005; slalom speciale nel 2006; slalom speciale nel 2012)
  - 4 bronzi (slalom speciale nel 1996; slalom gigante nel 1997; slalom speciale nel 2002; slalom gigante nel 2006)